# إيسنستاين (ويسكونسن)
إيسنستاين (بالإنجليزية: Eisenstein, Wisconsin)‏ هي بلدة تقع بولاية ويسكونسن في الولايات المتحدة. تبلغ مساحتها 197.7 (كم²)، وترتفع عن سطح البحر 462 م، بلغ عدد سكانها 669 نسمة في عام 2000 حسب إحصاء مكتب تعداد الولايات المتحدة وتصل الكثافة السكانية فيها 3.4 نسمة/كم2.

## وصلات خارجية
- The US50 - Cities and Towns in Wisconsin State
- Wisconsin Cities and Towns, Facts, Map, Flag, Colleges, Government, and More